# Red Book
O Red Book é o padrão dos CDs de áudio — Compact Disc Digital Audio (Disco Compacto de Áudio Digital) ou CDDA. O Red Book (em tradução literal: Livro Vermelho) foi assim denominado conjuntamente com os outros livros (cada um de uma cor) que especificam os padrões para todos os formatos de CD-ROM.
A primeira edição do Red Book foi lançada em Junho de 1980 pelas empresas Philips e Sony, sendo adotada pelo Digital Audio Disc Comittee e ratificada como IEC 908. O padrão não é disponível gratuitamente e precisa ser licenciado através da Philips. À época de sua primeira publicação, o custo através de requisição junto à Philips era de 5 mil dólares. Em 2006, a IEC 908 foi renomeada para IEC 60908 e passou a ser disponibilizada para download no formato PDF por 210 dólares.

## Especificações
As especificações mais básicas do Red Book são as seguintes:
1. O tempo máximo de áudio é de 79 minutos e 50 segundos, incluindo pausas;
2. O tempo mínimo para cada trilha é de 4 segundos;
3. A quantidade máxima de trilhas é 99;
4. A quantidade máxima de pontos de indexação (subdivisões de uma trilha) é 99, sem limite mínimo de tempo;
5. O ISRC deve ser gravado em CD-Rs, de forma que apareçam em cópias do mesmo.

## Detalhes técnicos
O Red Book especifica os parâmetros e propriedades físicas do CD, a parametrização óptica, sistema de modulação (modulação Eight-to-Fourteen), correção de erros (sistema CIRC), canais de subcódigos e gráficos. Entre as especificações, encontram-se:
- codificação do áudio digital: 2 canais de 16-bit PCM amostrados a 44100 Hz;
- a reposta de frequência: de 20 Hz a 20 kHz;
- a taxa de bits: 44100 samples × 16-bit/sample × 2 canais = 1411,2 kbit/s (cerca de 10,1 MB por minuto de áudio);
- valores de amostragem: de -32768 a +32767.

No disco, os dados são armazenados em setores de 2352 bytes cada, lidos a uma taxa de 75 setores/s. Sobre isso são adicionados dados referentes a EFM, CIRC e assim por diante, mas estes dados geralmente não são expostos pelo dispositivo responsável pela leitura do disco. Por comparação, a taxa de bits de "1x" é definida como 2048 bytes/setor × 75 setores/s = exatos 150 KiB/s = cerca de 8,8 MiB/min.

## Prevenção de cópias
Algumas das maiores gravadoras começaram a vender CDs que violavam a especificação do Red Book com o propósito de prevenir a cópia dos discos, utilizando sistemas como o Copy Control ou características como o DualDisc, onde num dos lados do disco existe um CD de áudio e do outro um DVD — entretanto, no DualDisc, a camada de CD é muito menos espessa (0,9 mm) do que a definida pelo Red Book (1,2 mm), fato que levou a Philips a advertir que o uso da logomarca do áudio CD em tais discos seria uma violação de trademark, já que alguns leitores de CD poderiam não conseguir ler corretamente o DualDisc.